# Quilava
Quilava (japanski: マグマラシ Magumarashi) jedan je od 1025 fiktivnih vrsta Pokémona iz medijske franšize Pokémon, skupa Pokémon videoigara, animiranih serija, manga stripova, knjiga, igraćih karata i drugih medija kojima je tvorac Satoshi Tajiri. Svrha je Quilave u videoigrama, animiranoj seriji i manga stripovima, kao i svrha ostalih Pokémona, borba s divljim Pokémonima – neukroćenim stvorenjima koje igrači i likovi pronalaze dok kreću na razne avanture – i pripitomljenim Pokémonima drugih Pokémon trenera.

## Etimologijaimena
Njegovo ime kombinacija je engleskih riječi "quill", riječi koja se koristi za bodlje ježa, i "lava", rastopljeno kamenje koje erumpira iz unutrašnjosti vulkana.

## Pokédex podaci
- Pokémon Gold: Valja biti oprezan ako okrene leđa tijekom borbe. Tme ukazuje da će napasti koristeći se vatrom sa svojih leđa.
- Pokémon Silver: Ovaj je Pokémon u potpunosti prekriven vatrootpornim krznom. Sposoban je oduprijeti se bilo kojem Vatrenom napadu.
- Pokémon Crystal: Prije samog početka borbe, Quilava se okreće protivniku kako bi mu pokazao koliko su snažni njegovi plamenovi.
- Pokémon Ruby/Sapphire: Quilava protivnike drži podalje intenzivnim plamenovima i zamasima nevjerojatno zagrijanog zraka. Ovaj se Pokémon koristi svojom nevjerojatnom okretnošću kako bi izbjegao napade, istovremeno paleći protivnika nevjerojatno vrućim plamenovima.
- Pokémon Emerald: Quilava protivnike drži podalje intenzivnim plamenovima i zamasima nevjerojatno zagrijanog zraka. Ovaj se Pokémon koristi svojom nevjerojatnom okretnošću kako bi izbjegao napade, istovremeno paleći protivnika nevjerojatno vrućim plamenovima.
- Pokémon FireRed: Ovaj je Pokémon u potpunosti prekriven vatrootpornim krznom. Sposoban je oduprijeti se bilo kojem Vatrenom napadu.
- Pokémon LeafGreen: Valja biti oprezan ako okrene leđa tijekom borbe. Tme ukazuje da će napasti koristeći se vatrom sa svojih leđa.
- Pokémon Diamond/Pearl: Zastrašuje protivnike toplinom svojih plamenova. Plamenovi gore snažnije kada je u žaru priprema pred borbu.

## U videoigrama
Quilava nije dostupna unutar videoigara u divljini. Jedini način dobivanja Quilave jest razvijanje Cyndaquila, početnog Pokémona unutar nekih igara, od 16. razine nadalje.
Quilava je ključna u dobivanju Typhlosiona, u kojeg se razvija na 36. razini.

## Tehnike
| Prirodne tehnike                   | Prirodne tehnike | Prirodne tehnike |
| ---------------------------------- | ---------------- | ---------------- |
| Tehnika                            | Vrsta tehnike    | Razina           |
| Obaranje (Tackle)                  | Normalni         |                  |
| Opaki pogled (Leer)                | Normalni         |                  |
| Dimna zavjesa (SmokeScreen)        | Normalni         |                  |
| Žeravica (Ember)                   | Vatreni          |                  |
| Brzi napad (Quick Attack)          | Normalni         |                  |
| Plameni kotač (Flame Wheel)        | Vatreni          | 20               |
| Obrambeno kovrčanje (Defense Curl) | Normalni         | 24               |
| Brzi okret (Swift)                 | Normalni         | 31               |
| Izljev lave (Lava Plume)           | Vatreni          | 35               |
| Bacač plamena (Flamethrower)       | Vatreni          | 42               |
| Kotrljanje (Rollout)               | Kameni           | 46               |
| Dvostruka oštrica (Double-Edge)    | Normalni         | 53               |
| Erupcija (Eruption)                | Vatreni          | 57               |

## Statistike
| HP:      | 58 |  |
| Attack:  | 64 |  |
| Defense: | 58 |  |
| SpAtk:   | 80 |  |
| SpDef:   | 65 |  |
| Speed:   | 80 |  |

Statistika Special korištena je samo tijekom prve generacije; kasnije je podijeljenja na Special Attack i Special Defense statistike.

## U animiranoj seriji
U epizodi 269, Ash je imao svoju prvu borbu u Johto ligi protiv Macey, trenerice koja primarno koristi Vatrene Pokémone. Maceyina Quilava pokazala se snažnim protivnikom, no Ashov ju je Squirtle uspio onesvijestiti, donijevši Ashu pobjedu nad mečom.
Još se jedan Quilava pojavio u epizodi 405, u Hoenn Pokémon ligi, te ga je trener Clark koristio u borbi protiv Ashovog Grovyla i Glalieja. Unatoč nekompatibilnosti svog tipa, Ashov je Glalie onesvijestio Quilavu, odnijevši pobjedu nad mečom.